# Синицевая танагра
Синицевая танагра (лат. Xenodacnis parina) — вид воробьинообразных птиц из семейства танагровых. Единственный вид рода Xenodacnis. Выделяют три подвида.

## Распространение
Обитают в южной части Эквадора и в Перу. Живут в андийских кустарниковых лесах на высотах 3000—4600 м.

## Описание
Длина тела 11–15 см. Масса 10—21 г. Клюв короткий. Самцы окрашены в насыщенно-голубой цвет и имеют тёмные глаза. Самки всех подвидов более тусклые, с рыжевато-коричневыми нижними частями.

## Биология
Питаются мелкими членистоногими, тлями и сладкими секретами, который последние оставляют на листьях растений.
МСОП присвоил виду охранный статус LC.